# Aleš Mertelj
Aleš Mertelj (Kranj, 22 maart 1987) is een Sloveens voormalig voetballer die doorgaans speelde als middenvelder. Tussen 2008 en 2021 was hij actief voor Triglav, FC Koper, NK Maribor, MFK Karviná, opnieuw Triglav en SV Wildon. Mertelj maakte in 2012 zijn debuut in het Sloveens voetbalelftal en kwam uiteindelijk tot zestien interlandoptredens.

## Clubcarrière
Mertelj begon met spelen bij Triglav, in zijn geboorteplaats. Hij bleef daar totdat FC Koper hem in 2008 overnam. Daarvoor speelde hij in zijn eerste seizoen vijfendertig duels, waarin hij drie keer scoorde. Mertelj tekende in juli 2009 vervolgens een contract bij NK Maribor. Na negen seizoenen liet Mertelj die club achter zich. Het Tsjechische MFK Karviná nam de middenvelder hierop over en gaf hem een contract voor één seizoen. Na een half seizoen vertrok de Sloveen weer. Een maand later vond Mertelj in Triglav zijn nieuwe werkgever. Na zijn vertrek bij Triglav in de zomer van 2020 zat hij een halfjaar zonder club, waarna hij voor SV Wildon tekende. Mertelj besloot in de zomer van 2021 op vierendertigjarige leeftijd een punt te zetten achter zijn actieve loopbaan.

## Clubstatistieken
| Seizoen | Club        | Competitie | Competitie | Competitie | Beker | Beker | Internationaal | Internationaal | Totaal | Totaal |
| Seizoen | Club        | Competitie | Wed.       | Dlp.       | Wed.  | Dlp.  | Wed.           | Dlp.           | Wed.   | Dlp.   |
| ------- | ----------- | ---------- | ---------- | ---------- | ----- | ----- | -------------- | -------------- | ------ | ------ |
| 2009/10 | FC Koper    | Prva Liga  | 35         | 3          | 0     | 0     | —              | —              | 35     | 5      |
| 2009/10 | NK Maribor  | Prva Liga  | 26         | 1          | 4     | 2     | 6              | 0              | 36     | 3      |
| 2010/11 | NK Maribor  | Prva Liga  | 20         | 1          | 3     | 1     | 6              | 0              | 29     | 2      |
| 2011/12 | NK Maribor  | Prva Liga  | 31         | 2          | 6     | 0     | 12             | 0              | 49     | 2      |
| 2012/13 | NK Maribor  | Prva Liga  | 27         | 1          | 7     | 0     | 12             | 1              | 46     | 2      |
| 2013/14 | NK Maribor  | Prva Liga  | 33         | 1          | 5     | 0     | 11             | 1              | 49     | 2      |
| 2014/15 | NK Maribor  | Prva Liga  | 28         | 1          | 4     | 0     | 10             | 0              | 42     | 1      |
| 2015/16 | NK Maribor  | Prva Liga  | 30         | 0          | 7     | 0     | 2              | 0              | 39     | 0      |
| 2016/17 | NK Maribor  | Prva Liga  | 12         | 0          | 2     | 0     | 1              | 0              | 15     | 0      |
| 2017/18 | NK Maribor  | Prva Liga  | 0          | 0          | 0     | 0     | 0              | 0              | 0      | 0      |
| 2018/19 | MFK Karviná | Česká liga | 13         | 0          | 1     | 0     | —              | —              | 14     | 0      |
| 2018/19 | Triglav     | Prva Liga  | 16         | 1          | 0     | 0     | —              | —              | 16     | 1      |
| 2019/20 | Triglav     | Prva Liga  | 24         | 0          | 3     | 0     | —              | —              | 27     | 0      |
| Totaal  | Totaal      | Totaal     | 295        | 10         | 42    | 3     | 61             | 2              | 398    | 15     |

## Interlandcarrière
Mertelj maakte zijn debuut in het Sloveens voetbalelftal op 26 mei 2015, toen met 1–1 gelijkgespeeld werd tegen Griekenland door doelpunten van Vasilis Torosidis en Jasmin Kurtić, die ook in dit duel zijn debuut maakte voor de nationale ploeg. De middenvelder mocht van bondscoach Slaviša Stojanovič vijf minuten voor het einde van de wedstrijd als invaller voor Aleksandar Radosavljevič het veld betreden.
| Interlands van Aleš Mertelj voor Slovenië | Interlands van Aleš Mertelj voor Slovenië | Interlands van Aleš Mertelj voor Slovenië | Interlands van Aleš Mertelj voor Slovenië | Interlands van Aleš Mertelj voor Slovenië | Interlands van Aleš Mertelj voor Slovenië | Interlands van Aleš Mertelj voor Slovenië |
| №                                         | Datum                                     | Wedstrijd                                 | Uitslag                                   | Competitie                                | Goals                                     |                                           |
| Als speler bij NK Maribor                 | Als speler bij NK Maribor                 | Als speler bij NK Maribor                 | Als speler bij NK Maribor                 | Als speler bij NK Maribor                 | Als speler bij NK Maribor                 | Als speler bij NK Maribor                 |
| ----------------------------------------- | ----------------------------------------- | ----------------------------------------- | ----------------------------------------- | ----------------------------------------- | ----------------------------------------- | ----------------------------------------- |
| 1                                         | 26 mei 2012                               | Griekenland – Slovenië                    | 1 – 3                                     | Vriendschappelijk                         |                                           |                                           |
| 2                                         | 15 augustus 2012                          | Slovenië – Roemenië                       | 4 – 3                                     | Vriendschappelijk                         |                                           |                                           |
| 3                                         | 16 oktober 2012                           | Albanië – Slovenië                        | 1 – 0                                     | WK 2014 kwalificatie                      |                                           |                                           |
| 4                                         | 14 november 2012                          | Macedonië – Slovenië                      | 3 – 2                                     | Vriendschappelijk                         |                                           |                                           |
| 5                                         | 6 september 2013                          | Slovenië – Albanië                        | 1 – 0                                     | WK 2014 kwalificatie                      |                                           |                                           |
| 6                                         | 10 september 2013                         | Cyprus – Slovenië                         | 0 – 2                                     | WK 2014 kwalificatie                      |                                           |                                           |
| 7                                         | 11 oktober 2013                           | Slovenië – Noorwegen                      | 3 – 0                                     | WK 2014 kwalificatie                      |                                           |                                           |
| 8                                         | 15 oktober 2013                           | Zwitserland – Slovenië                    | 1 – 0                                     | WK 2014 kwalificatie                      |                                           |                                           |
| 9                                         | 5 maart 2014                              | Algerije – Slovenië                       | 2 – 0                                     | Vriendschappelijk                         |                                           |                                           |
| 10                                        | 4 juni 2014                               | Uruguay – Slovenië                        | 2 – 0                                     | Vriendschappelijk                         |                                           |                                           |
| 11                                        | 7 juni 2014                               | Argentinië – Slovenië                     | 2 – 0                                     | Vriendschappelijk                         |                                           |                                           |
| 12                                        | 9 oktober 2014                            | Slovenië – Zwitserland                    | 1 – 0                                     | EK 2016 kwalificatie                      |                                           |                                           |
| 13                                        | 12 oktober 2014                           | Litouwen – Slovenië                       | 0 – 2                                     | EK 2016 kwalificatie                      |                                           |                                           |
| 14                                        | 15 november 2014                          | Engeland – Slovenië                       | 3 – 1                                     | EK 2016 kwalificatie                      |                                           |                                           |
| 15                                        | 30 maart 2015                             | Qatar – Slovenië                          | 1 – 0                                     | Vriendschappelijk                         |                                           |                                           |
| 16                                        | 14 juni 2015                              | Slovenië – Engeland                       | 2 – 3                                     | EK 2016 kwalificatie                      |                                           |                                           |

## Erelijst
| Prva Liga            | 6 | 2010/11, 2011/12, 2012/13, 2013/14, 2014/15, 2016/17 |
| Pokal Slovenije      | 4 | 2009/10, 2011/12, 2012/13, 2015/16                   |
| Slovenski superpokal | 3 | 2012/13, 2013/14, 2014/15                            |